# 産地直送 日本最高!!
『産地直送 日本最高!!』（さんちちょくそうにっぽんさいこう）は、2022年4月24日から放送されているリンゴミュージック自社制作のネット配信番組。リンゴミュージック公式YouTubeにて基本的に毎週月曜・午後8時に順次配信されるが、不定期に配信される場合も多い。
本項では、事実上の前身であるテレビ番組『りんご娘の産地直送☆青森最高!!』およびネット配信番組『RINGOMUSUMEの産地直送 日本最高!!』、後継番組『王林の産地直送☆日本最高!!』についても記述する。

## りんご娘の産地直送☆青森最高!!
『りんご娘の産地直送☆青森最高!!』（りんごむすめの さんちちょくそう あおもりさいこう）は、青森朝日放送で放送されていたローカルバラエティ番組。

### 内容
- 「りんご娘が青森県内で生産されている農水産物や加工品の紹介、地域のイベントに参加して様子を紹介する「ローカルバラエティ番組」である。

### 放送時間
- 土曜11:00-11:30、不定期放送（ほぼ月1回の放送）再放送は翌週の土曜日深夜。

### 概要
- 「りんご娘」が、「軽トラック」に乗って青森県内を走り、各種商品の紹介やイベントの様子に参加してレポートを行うバラエティ番組となっているので、野外でのロケがほとんどである。
- このときの衣装は、オレンジ色のつなぎで、背中に「産地直送　青森最高!!」の番組ロゴマークを付けている。
  - 「軽トラック」を使うのは、「りんご娘」がインディーズながら初の全国販売となった曲「彼の軽トラに乗って」にコンセプトに従っているためである。
- 2013年4月27日放送分から「軽トラック」については、運転をスタッフが行い、助手席に乗るメンバーを、メンバーの写真を貼った特製のサイコロをふって、決めている。そのために、連続で助手席に乗ることもある。ほかのメンバーは、ロケ車で移動する。
- 2013年4月27日放送分から「軽トラック」の中の様子は、助手席側に取り付けられた「小型カメラ」で撮影している。このときにスタッフに、普段の生活であったことや思っていることを話している。
- 番組のテーマ曲には「だびょん」が使われている。

### レポーター
- りんご娘。2013年4月27日放送からは、りんご娘が2名になったので、番組も2名で行うことに変わった。

## RINGOMUSUMEの産地直送 日本最高!!
『RINGOMUSUMEの産地直送 日本最高!!』（りんごむすめのさんちちょくそうにっぽんさいこう）は、2020年7月5日から2022年3月27日まで放送されたリンゴミュージック自社制作のネット配信番組。りんご娘公式YouTubeにて毎週日曜・午後6時に配信された。。配信回数は、#0から#91までの全92回。
- 新型コロナウイルスの影響で20周年全国ツアーが中止になり、本業のアイドル活動ができないりんご娘。そういった中、リンゴミュージック社長・樋川新一が考案した「半農半芸」をテーマとする農業・青森・日本の魅力を発信する番組である。なお、「半農半芸」は「半農半漁」をもじった樋川による造語[2]。
- 当初、助っ人として、NHK青森放送局契約キャスター・宮川香織扮する「ポミ姉」こと「ポミエンヌ」が登場していた。いつでも舞踏会に行けるようにと、水色のドレス・帽子を着用[3]。
- メンバーは全員、自身のイメージカラーのつなぎ・帽子等を着用している[4]。
- 番組ロゴ・軽トラックのデザインは、ともに王林の案が採用された。
- 番組オリジナルキャラクターとして、とき作の「ポミんちょ」、彩香作の「さいかな」、ジョナゴールド作の「ウシ」が存在する[5]。
- 2022年3月、りんご娘のとき・王林・彩香・ジョナゴールドの卒業に伴い、4月からはりんご娘の新メンバーおよびライスボールが番組を引き継ぐと発表された[6]。詳細は後掲の『産地直送 日本最高』を参照。

### 主な企画
- りんご農業 - 農家の高橋哲史とともにりんご農家の一員として、農作業を行う。
- ランチ対決 - ランチのメニューなどを賭け、メンバー同士が対決を行う。
- 青森県内の旅 - 青森県内の旅を通し、魅力を発見・紹介する。
- ポミ姉の部屋 - 軽トラックの車内を「ポミ姉の部屋」と称し、対談形式でメンバーの知られざる一面に迫る。モノマネも可能。
- LIVEの裏側 - ライブの舞台裏や練習風景を公開する。｢RINGOMUSIC POWER LIVE 2020｣篇が2021年1月3日～1月17日に3回、「20th+1 ANNIVERSARY LIVE 〜りんごの木〜」篇が2021年10月3日に1回、｢RINGOMUSIC POWER LIVE 2022｣篇が2022年3月13日に1回公開された。
- レクレーション対決 - 社長の樋川新一による「もっとバラエティ寄りに！」との声の元、チャンネル登録者数増加を目指して体を張る。司会はライスボール美土里。2021年1月24日～2月7日に全3回公開された。
- 西目屋最高!! - 西目屋村からの依頼の元、村のコンテンツを体験、PRする特別篇。2020年10月4日～2021年3月14日に全12回公開された[注釈 3]。
- 青森の小野コラボ - あどばるーん小野ますのぶのYouTubeチャンネル「青森の小野」とのコラボ動画。2021年3月21日～3月28日に全2回公開された。
- リアルFarmerへの道 - 樋川が父から受け継いだ園地を整備し、夢の園地「りんご娘笑顔（スマイル）ファーム」を作り上げる。助っ人は高橋哲史ほか。2021年4月11日～。
- わんどの推し森 - りんご娘が青森県内のグルメ・スポット・芸術や自然を視聴者に推していく[7]。2021年5月23日〜。
- りんごアート - 弘前れんが倉庫美術館で行われた｢りんご宇宙｣の企画でメンバーが作品作りに挑戦。期間中は｢RINGO MUSEUM｣と称して展示が行われた[8]。
- りんごの収穫 - 主にメンバー1人と農家が登場。自身の名を冠した品種の収穫を行い、販売を行う。

ほか

### 主なゲスト
- 宮川香織
- 高橋哲史
- 小野ますのぶ（あどばるーん）
- 鉄マン

ほか

### スポンサー
- 株式会社 百姓堂本舗
- 株式会社 原田種苗
- 株式会社 芳賀信建設
- 公益財団法人 青森りんご協会
- 西目屋村役場
- 株式会社 町田アンド町田商会
- 株式会社 みちのくクボタ
- 株式会社 ハヤシ
- 有限会社 チョウエイ

ほか

## 産地直送 日本最高!!
りんご娘のメンバー交代に伴い、『RINGOMUSUMEの産地直送 日本最高!!』から番組がリニューアルされた。なお、通し番号は『RINGOMUSUMEの産地直送 日本最高!!』から続いて「92」から開始される。
配信時間は、2022年4月から2023年3月まで毎週日曜18時、2023年4月からは毎週月曜20時である。

### 『RINGOMUSUMEの産地直送 日本最高!!』との主な相違点
- レギュラーメンバーにライスボールが参加。
- タイトルから「RINGOMUSUMEの」という文言が削除。
- ロゴマークおよびキャラクターの変更。
- 配信チャンネルがりんご娘公式YouTubeからリンゴミュージック公式チャンネルに変更。

### 主な企画
- リアルFarmerへの道 - 前メンバーから引き続き、夢の園地「りんご娘笑顔（スマイル）ファーム」を作り上げる。
- 記者会見に密着 - メンバーが出演する記者会見の裏側に密着する。2022年4月24日、芸名発表篇。
- 40市町村お役立ち企画 - 青森県内の全40市町村を回り、困り事などに取り組む。なお、このコーナーの放映回は、タイトルコールが「産地直送 ○○(市町村名)最高!!」となる。
- たんげ！めびょん！ - 青森県内の美味しくて人情あふれる食堂・レストラン等を巡る。月1回の放映予定。
- りんごの収穫 - 主にメンバー1人と農家あるいは品種開発の際の関係者が登場。りんごの収穫を行い、販売を行う。
- VS ブランデュー弘前FC - 同チームとのコラボ企画。2022年7月31日～8月7日に全2回公開された。
- LIVEの裏側 - ライブの舞台裏や練習風景を公開する。「Apple dayに密着」篇が2022年8月28日に全1回、「Rice dayに密着」篇が2022年9月4日に全1回公開された。
- RINGO MUSIC TALK - リンゴミュージック社長の樋川新一、同社社員の小野、ringoame inc.代表の下田翼が酒を飲みながら楽曲等の裏話やエピソードを語る。2022年9月25日～10月2日、11月27日に全3回公開された。
- 太陽（ひかり）にほえろ！ - ライスボール太陽が青森県内の飲食店に出向き、 出会った人たちの人生についてインタビューをした後、弾き語りを披露する。
- ドッキリ企画 - 同事務所のポップアップストアに来店しているファンに対し、メンバーがドッキリを仕掛ける。

ほか

### スポンサー
- 株式会社 百姓堂本舗
- 株式会社 原田種苗
- 株式会社 芳賀信建設
- 公益財団法人 青森りんご協会
- 西目屋村役場
- 株式会社 町田アンド町田商会
- 株式会社 みちのくクボタ
- 株式会社 ハヤシ
- 有限会社 チョウエイ

ほか

## 王林の産地直送☆日本最高!!
2023年3月まで続いた『産地直送 日本最高!!』の後を継ぐ形で放送され、元りんご娘の王林が、地元青森の魅力を再発見・発信することを目的とした冠番組である。

### 番組内容
王林が軽トラックに乗り込み、マネージャーの小野悠とともに青森県内をアポなしで旅するスタイル。地元の人々との交流を通じて、知られざる名店や絶景スポット、方言、文化、グルメなどを紹介する。番組では、王林の素直で飾らないリアクションや、津軽弁を交えたトークが魅力となっている。

### 主な企画
- 地元グルメの試食（例：クラフトコーラ、チキンボー、生姜味噌おでんなど）
- 津軽弁講座や地元の人との方言対決
- 王林の思い出の地巡り（大学時代のカフェ、バッティングセンターなど）
- 地元の名物店主や職人との交流
- 番外編「軽トラの車内から」では、移動中のゆるいトークも配信されている[11]

ほか

### スポンサー
- 株式会社 百姓堂本舗
- 株式会社 原田種苗
- 株式会社 芳賀信建設
- 公益社団法人 青森りんご協会
- 西目屋村役場
- 株式会社 町田アンド町田商会
- 株式会社 みちのくクボタ
- 株式会社 ハヤシ
- 有限会社 チョウエイ

## その他
- メンバーであった王林はこのチャンネルに対し、「（樋川）社長は私たちを農家にしようとしている。」とテレビ番組にて語った。